# جورج هدسون (لاعب كرة قدم)
جورج هدسون (بالإنجليزية: George Hudson)‏ (14 مارس 1937 بمانشستر في المملكة المتحدة - 28 ديسمبر 2020) هو لاعب كرة قدم بريطاني في مركز الهجوم. لعب مع بلاكبيرن روفرز وكوفنتري سيتي ونادي بيتربورو يونايتد ونادي ترانمير روفرز لكرة القدم ونادي نورثامبتون تاون ونادي ألترينتشام وأكرينجتون ستانلي ‏.

## وصلات خارجية
- جورج هدسون على موقع قاعدة بيانات كرة القدم.إي يو (الإنجليزية)
- جورج هدسون على موقع عالم كرة القدم.نت (الإنجليزية)